# Garcinia scortechinii
Garcinia scortechinii là một loài thực vật có hoa thuộc họ Clusiaceae.
Loài này có ở Malaysia và Singapore.